# Varoš, Ražanj
Varoš (izvirno srbsko Варош) je naselje v Srbiji, ki upravno spada pod Občino Ražanj; slednja pa je del Niškega upravnega okraja.

## Demografija
V naselju živi 316 polnoletnih prebivalcev, pri čemer je njihova povprečna starost 48,7 let (46,6 pri moških in 50,5 pri ženskah). Naselje ima 104 gospodinjstev, pri čemer je povprečno število članov na gospodinjstvo 3,46.
To naselje je, glede na rezultate popisa iz leta 2002, večinoma srbsko.
|  |

| Demografija | Demografija     | Demografija     |
| Leto        | Št. prebivalcev | Št. prebivalcev |
| ----------- | --------------- | --------------- |
|             |                 |                 |
|             |                 |                 |
|             |                 |                 |
|             |                 |                 |
| 1948        | 679             |                 |
| 1953        | 717             |                 |
| 1961        | 700             |                 |
| 1971        | 618             |                 |
| 1981        | 553             |                 |
| 1991        | 582             | 569             |
| 2002        | 368             | 360             |
|             |                 |                 |

| Etnična sestava po popisu iz leta 2002 | Etnična sestava po popisu iz leta 2002 | Etnična sestava po popisu iz leta 2002 | Etnična sestava po popisu iz leta 2002 | Etnična sestava po popisu iz leta 2002 |
| -------------------------------------- | -------------------------------------- | -------------------------------------- | -------------------------------------- | -------------------------------------- |
| Srbi                                   | Srbi                                   |                                        | 359                                    | 99,72%                                 |
| Bolgari                                | Bolgari                                |                                        | 1                                      | 0,27%                                  |
| Neznano                                | Neznano                                |                                        | 0                                      | 0,0%                                   |